# Bracia Newton
Bracia Newton – amerykański kryminał z 1998 roku na podstawie książki Claude'a Stanusha.

## Główne role
- Matthew McConaughey – Willis Newton
- Ethan Hawke – Jess Newton
- Skeet Ulrich – Joe Newton
- Vincent D’Onofrio – Dock Newton
- Gail Cronauer – Mama Newton
- Julianna Margulies – Louise Brown
- Dwight Yoakam – Brentwood Glasscock
- Charles Gunning – Slim
- Becket Gremmels – Lewis

## Fabuła
Lata 20. Czas Wielkiego Kryzysu. Czterej bracia Newton utrzymują się z farmy, ale ledwo wiążą koniec z końcem. Najstarszy z braci Willis stwierdza, że na wsi nie mają żadnej przyszłości i przekonali braci, by zajmowali się napadami na banki. Pozostali przystają na to. Gang przechodzi do historii, kiedy kilka lat później dokonują spektakularnego napadu na pociąg.